# К-433 «Святой Георгий Победоносец»
К-433 «Святой Георгий Победоносец» — советская и российская стратегическая атомная подводная лодка проекта 667БДР «Кальмар», входившая в состав флота в 1980—2018 годах.

## История строительства
2 февраля 1977 года зачислен в списки кораблей ВМФ как К-433. 25 июля 1977 года отнесен к подклассу РПКСН (ракетный подводный крейсер стратегического назначения). Заложен на стапелях МП «Севмаш» (цех № 50) в Северодвинске 24 августа 1979 года, заводской номер 397. Первый экипаж сформирован на базе 8-й и 25-й дивизий 2-й Флотилии ПЛ ТОФ в августе 1978 года, командиром назначен капитан 2-го ранга Гладышев Юрий Петрович. Входил в состав 331 ОБрСРПЛ (отдельная бригада строящихся и ремонтирующихся подводных лодок) Северного флота ВМФ СССР.
Спуск на воду состоялся 20 июня 1980 года, 15 декабря того же года вошёл в строй — поднят Военно-морской флаг, а 31 декабря включён в состав 13-й дивизии 3-й Флотилии ПЛ Северного флота с базированием в бухте Оленья Губа.

## История службы
В июле — сентябре 1981 года совершил первую боевую службу на полную автономность в Гренландском море с первым экипажем (командир капитан 1-го ранга Гладышев Юрий Петрович). В августе-октябре 1983 года К-433 с первым экипажем на борту под командованием капитана 1-го ранга Николаевского Валерия Павловича (старший похода капитан 1 ранга В. М. Бусырев) совершил трансарктический подлёдный меж флотский переход, впервые в истории ВМФ СССР обойдя вокруг Северного полюса, и в подводном положении форсировал мелководное Чукотское море, пройдя жёлобом Геральда в районе острова Врангеля. При форсировании Чукотского моря, в жёлобе Геральда в подводном положении дважды столкнулся с крупными льдинами, повредив легкий корпус в районе рубки и ракетной палубы. Устранив повреждения силами л/с экипажа, продолжил боевую службу.
3 ноября 1983 года зачислен в 25-ю дивизию 2-й флотилии ПЛ Тихоокеанского флота с базированием в бухте Крашенинникова (Вилючинск).
4 декабря 1984 года 1 экипаж К-433 (командир — капитан 1-го ранга Николаевский В. П.) награждён вымпелом МО СССР «За мужество и воинскую доблесть». В 1991 году, находясь на Камчатке, подводный крейсер К-433 посетил 10-й Председатель Верховного Совета РСФСР Борис Ельцин.
3 июня 1992 года отнесен к подклассу АПКСН (атомный подводный крейсер стратегического назначения). В октябре 1992 года поставлен в ремонт на ДВЗ «Звезда» (г. Большой Камень) впоследствии готовился к утилизации, но решение было отменено. С февраля 1993 года по июль 2003 года корабль прошёл средний ремонт на ДВЗ «Звезда». Приемный акт подписан 29 августа 2003 года. Фактически корабль находился в ремонте и на модернизации более 10 лет. 15 сентября 1998 года лодка получила название «Святой Георгий Победоносец».
В сентябре 2003 года под командованием капитана 1-го ранга Зыкова В. В. осуществил скрытный подводный переход из Приморья на Камчатку. В походе участвовал епископ Петропавловский и Камчатский Игнатий. Владыка прошел всю необходимую подготовку и был включен в экипаж специальным приказом Главкома ВМФ России. Во время перехода 11 моряков подводников приняли православное крещение. С ноября 2003 года находится в строю в составе 25-й дивизии ПЛ 16-й Эскадры ПЛ ТОФ. С 12 июля 2005 года находится под попечительством Русской православной церкви. Со стороны Русской Православной Церкви Договор о попечительстве подписали митрополит Кирилл (ныне Патриарх Московский и всея Руси) и епископ Игнатий, со стороны Тихоокеанского Флота — командир эскадры контр — адмирал Толстых А. А. и командир корабля капитан первого ранга Кравченко В. И.
30 сентября 2005 года под командованием капитана 1-го ранга Валерия Кравченко из акватории Охотского моря был выполнен успешный запуск по полигону Чижа.
В 2007 году с экипажем ПЛ К-433 (командир капитан 1-го ранга Кравченко В. И.) встречался Президент РФ Путин В. В., который, в это время, посещал базу подводных лодок в Вилючинске.
25 сентября 2008 года Президент Российской Федерации, Верховный Главнокомандующий ВС РФ Дмитрий Медведев и Министр обороны Сердюков А. Э. посетили подводный крейсер К-433 «Святой Георгий Победоносец», где в течение дня общались с подводниками. Президент России дал высокую оценку служебной деятельности экипажа и морально-психологическим качествам подводников, оставив запись книге почётных посетителей.
6 октября 2009 года К-433 «Святой Георгий Победоносец» и 7 октября — К-44 «Рязань» выполнили успешные учебно-боевые пуски баллистических ракет РСМ-50 из акватории Охотского моря по полигону Чижа.
28 октября 2010 года стратегическая атомная подводная лодка Тихоокеанского флота «Святой Георгий Победоносец» из Охотского моря осуществила пуск межконтинентальной баллистической ракеты по полигону «Чижа» в районе Белого моря.
21 сентября 2011 года сейнер «Донец» столкнулся с подводной лодкой, которая стояла на рейде Авачинской бухты.
В 2012 году «Георгий Победоносец» принял участие в широкомасштабных учениях стратегических ядерных сил и 19 октября 2012 года под командованием капитана 1-го ранга Сергея Немогущего произвёл успешный пуск жидкостной двухступенчатой баллистической ракеты Р-29Р из акватории Охотского моря по полигону Чижа на берегу Баренцева моря.
30 ноября 2013 года под руководством Президента РФ произведена внезапная проверка Стратегических ядерных сил Российской Федерации (СЯС России). Атомные подводные ракетоносцы Тихоокеанского Флота «Георгий Победоносец» и Северного Флота «Брянск» произвели успешные пуски баллистических ракет из акваторий Охотского и Баренцева морей соответственно по полигонам Чижа на севере и Кура на северо — востоке России. По данным Минобороны, все требуемые нормативы были соблюдены.
12 декабря 2013 года на заседании Военного совета ВМФ России экипаж К-433 объявлен лучшим в ВМФ среди экипажей ракетных подводных лодок стратегического назначения.
29 декабря 2015 года подводная лодка вернулась из очередного боевого похода в Вилючинск.
5 июля 2016 года подводная лодка вернулась из очередного боевого похода в Вилючинск.
12 октября 2016 года подводная лодка успешно выполнила стрельбу межконтинентальной ракетой морского базирования из Охотского моря по полигону Чижа в Архангельской области. По результатам 2016 года экипаж подводной лодки стал победителем соревнований на приз главкома ВМФ среди ракетных подводных лодок стратегического назначения.
В 2017 году расформирован второй экипаж К-433. В 2018 году К-433 выведен из боевого состава подводных лодок Тихоокеанского флота. В начале 2018 года в СМИ появилась информация о скорой утилизации субмарины, официально числящейся в резерве.
1 декабря 2019 года расформирован 1 экипаж. В 2020 году «Святой Георгий Победоносец» был передан на завод в бухте Крашенинникова для утилизации.
4 июня 2021 года торжественно спущен флаг на АПКРСН К-433 «Святой Георгий Победоносец».
В 2022 году лодка утилизирована, рубка сохранена как памятник в парке «Патриот» в Вилючинске. По состоянию на 2024 год трёхотсечный блок ожидает транспортировки с Камчатки в Приморье для дальнейшей разделки и установки одноотсечного блока на берегу в ПДХ «Устричная».

## Командиры
1-й экипаж:
- капитан 1-го ранга Гладышев Ю. П. — с 1978 по 1982 год[20]
- капитан 1-го ранга Николаевский В. П. — с 1982 по 1988 год
- капитан 1-го ранга Рузов С. Ф. — с 1988 по 1990 год
- капитан 1-го ранга Журавлёв В. Н. — с 1990 по 1993 год
- капитан 1-го ранга Зыков В. В.
- капитан 1-го ранга Кравченко В. И. по 2008 год
- капитан 1-го ранга Есюнин С. В. 2008—2013
- капитан 1-го ранга Бадртдинов Р. Н. 2013—2015 год
- капитан 1-го ранга Момотов А. А. 2015—2019 год

2-й экипаж:
- капитан 1-го ранга Фролов В. С.
- капитан 1-го ранга Лютов Е. П.
- капитан 1-го ранга Максимов С. П.
- капитан 1-го ранга Гладкий А. А.
- капитан 1-го ранга Зикунов М. Н.
- капитан 1-го ранга Бадртдинов Р. Н.
- капитан 1-го ранга Гридчин А. А.
- капитан 1-го ранга Жук И. В. по 2017 год

## Галерея
- К-433. Рубка
- Первый командир К-433 капитан 1 ранга Гладышев Юрий Петрович
- Командир К-433 капитан 1 ранга Николаевский Валерий Павлович
- командир - Николаевский, старпом - Малашевский и помощник командира - Кучма К-433 (август 1983 год)
- командир к-433 капитан 1 ранга Фролов В.С.
- Командир К-433 капитан 1 ранга Владимир Николаевич Журавлёв
- Июль 1983. Оленья Губа - построение экипажа перед переходом на Камчатку
- К-433 на ремонте в Большом Камне
- К-433 на ремонте в Большом Камне
- Дмитрий Медведев поднимается на борт
- Дмитрий Медведев в центральном посту К-433
- К-433.
- У пирса.
- День рождения корабля